# Hymn Guamu
Guam Hymn (Hymn Guamu) – hymn państwowy Guamu. Został przyjęty w roku 1919. Muzykę i słowa napisał Ramon Manalisay Sablan.

## Oficjalne słowa w języku Chamoru
Fanohge Chamoru put it tano'-ta
Kanta i matuna-na gi todu i lugat
Para i onra, para i gloria
Abiba i isla sinparat.
Todu i tiempo i pas para hita
Yan ginen i langet na bendision
Kontra i piligru na'fansafo' ham
Yu'os prutehi i islan Guam

## Oficjalne słowa angielskie
Stand ye Guamanians for your country
And sing her praise from shore to shore
For her honor, for her glory
Exalt our island forever more.
May everlasting peace reign o'er us
May heaven's blessing to us come
Against all perils, do not forsake us
God protect our isle of Guam.